# Spirala śmierci
| Oznaczenia spiral śmierci wg ISU | Oznaczenia spiral śmierci wg ISU |
| FiDs                             | przodem wewnątrz                 |
| FoDs                             | przodem zewnątrz                 |
| BiDs                             | tyłem wewnątrz                   |
| BoDs                             | tyłem zewnątrz                   |
| -------------------------------- | -------------------------------- |

Spirala śmierci (ang. Death spiral) – to jeden z elementów łyżwiarskich obowiązkowych w konkurencji par sportowych. Jako klasyczną, tradycyjną spiralę śmierci uznaje się tę wykonywaną tyłem zewnątrz (BoDs).
W figurze tej partner stoi w tzw. pozycji cyrkla i trzyma za rękę partnerkę znajdującą się niemalże w pozycji leżącej, która objeżdża go na jednej nodze. W 2011 r. Międzynarodowa Unia Łyżwiarska (ISU) wprowadziła zasadę, według której, aby para sportowa otrzymała punkty i zaliczony odpowiedni poziom jakości za wykonanie spirali śmierci, głowa partnerki musi w pewnym momencie wykonywania elementu znajdować się poniżej kolana jej nogi, którą dotyka lodu. Wartość punktową spirali śmierci podnosi sposób wejścia i wyjścia z niej, ułożenia ciała partnerki itp.
Istnieją cztery rodzaje spirali śmierci:
- przodem wewnątrz (ang. Forward Inside, FiDs)
- przodem zewnątrz (ang. Forward Outside, FoDs)
- tyłem wewnątrz (ang. Backward Inside, BiDs)
- tyłem zewnątrz (ang. Backward Outside, BoDs)

Prekursorami spirali śmierci była niemiecka para sportowa Charlotte Oelschlagel / Curt Neumann, która wymyśliła ją w 1928 r. i wykonywała za pomocą trzymania obiema rękoma, a partnerka nie znajdowała się w pozycji leżącej. Wersja spirali śmierci z trzymaniem jednej ręki została rozpowszechniona w latach 40. XX wieku przez kanadyjską parę Suzanne Morrow / Wallace Diestelmeyer. Inne warianty spirali zostały wymyślone przez radziecką parę Ludmiła Biełousowa / Oleg Protopopow w latach 60. XX wieku i nazwane w następujący sposób: spirala kosmiczna (ang. Cosmic spiral) – tyłem wewnątrz (BiDs), spirala życia (ang. Life spiral) – przodem wewnątrz (FiDs), spirala miłości (ang. Love spiral) – przodem zewnątrz (FoDs).

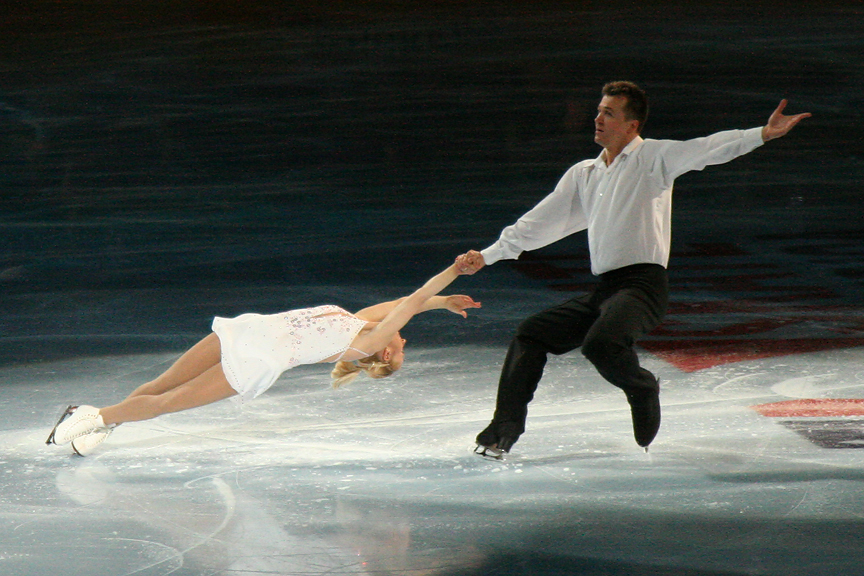
Przodem wewnątrz (FiDs) (Dorota Zagórska / Mariusz Siudek)
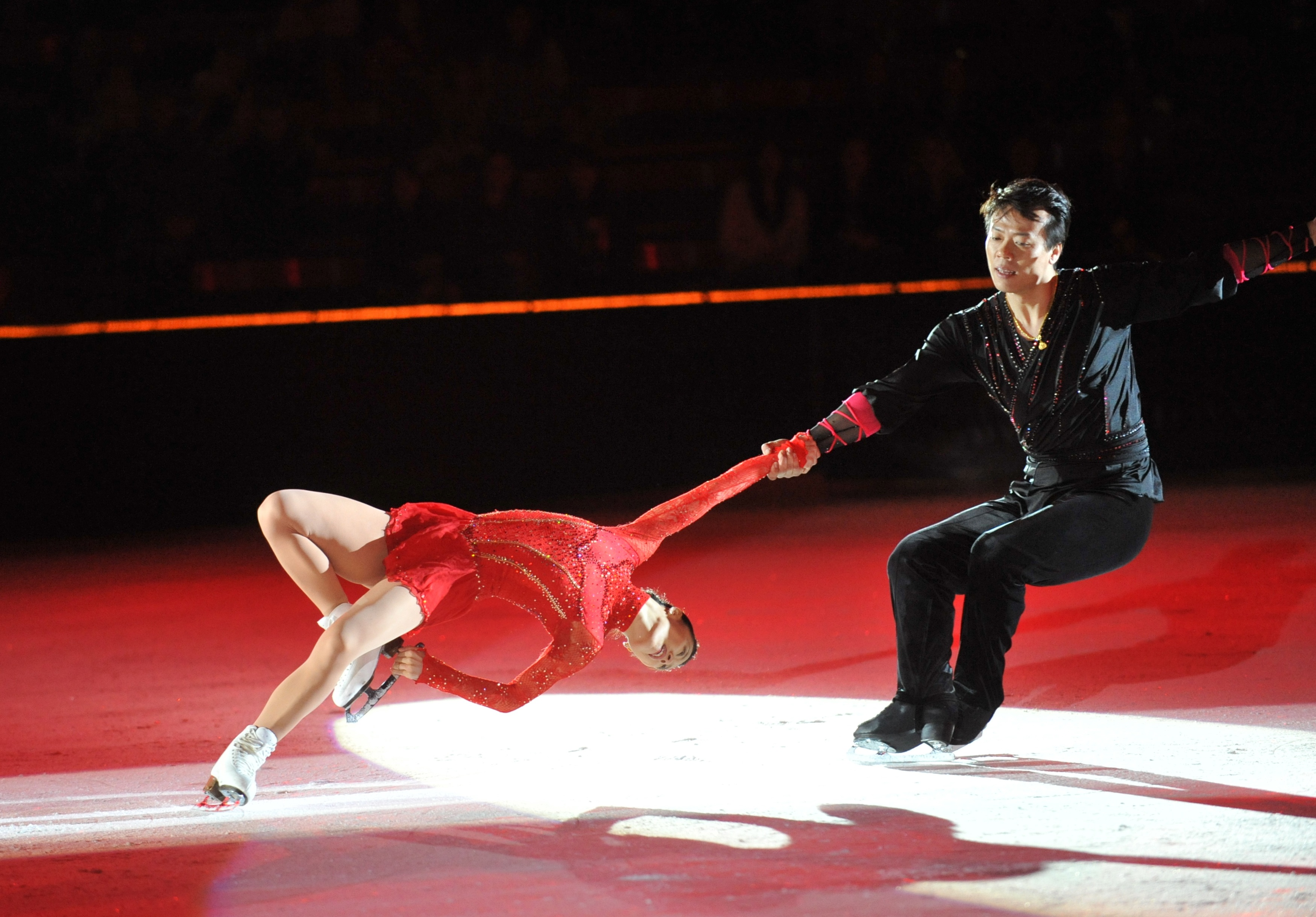
Przodem zewnątrz (FoDs) z trzymaniem nogi (Xue Shen / Hongbo Zhao)
Tyłem wewnątrz (BiDs) (Keauna McLaughlin / Rockne Brubaker)
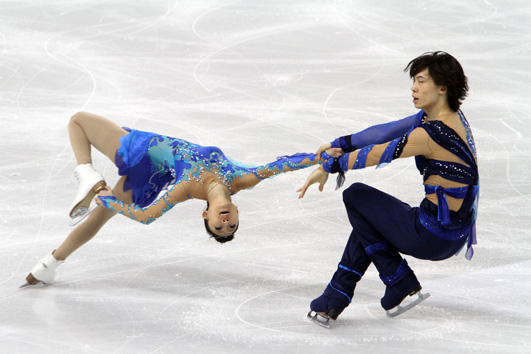
Tyłem zewnątrz (BoDs) z trzymaniem nogi (Tong Jian / Pang Qing)